# ブライトン・シティ空港
ブライトン・シティ空港（ブライトン・シティくうこう、英語: Brighton City Airport）は英国ウェスト・サセックス州ランシングにある空港。ショアハム＝バイ＝シー近郊にあることからショアハム空港とも呼ばれている。1910年に開業したイギリスで最も古い空港の1つであり、現在も営業する民間空港の中では最も古い。
空港を運営するのはブライトン・シティ空港株式会社。1930年代に建造されたアール・デコ調のターミナルは第2*級イギリス指定建造物に指定されている。2021年現在定期便の運行はなく、ゼネラル・アビエーションにのみ用いられている。

## 歴史
1910年、ハロルド・ピファードによって初飛行が行われ、翌年6月20日に正式開港した。その2年後の1913年には航空学校がオープンした。
1914年に第一次世界大戦が始まり、空港は空軍が使用することになった。この飛行場から初期の航空機であるブレリオ XIやRAF B.E.2が飛び立ち、イギリス海峡での戦いへ向かっていった。
第一次大戦後は再び民間に転用され、近隣都市からの利用が増加した。1936年には新しいアールデコ調のターミナルビルが建てられ、ブライトン・ホヴ・アンド・ワージング公立空港として6月13日に開港した。
1937年には航空学校が空軍と提携し、空軍パイロットの養成も行われるようになった。第16初期・予備役航空訓練学校と呼ばれたこの学校では、デ・ハビランド DH.82 タイガー・モスを使用して訓練が行われた。
1939年に第二次世界大戦が始まると航空学校は移転され、再び軍用機の拠点として用いられるようになった。ライサンダーやボーファイターなどの戦闘機がこの飛行場から発着し、沿岸のパトロールなどを行なった。ハリケーンはこの飛行場から夜間戦闘へ向かっていった。1942年にはデファイアント、43年にはスピットファイアが導入され、同時に対空射撃の訓練も行われるようになった。1944年のノルマンディー上陸作戦では、この飛行場を飛び立った第345飛行中隊が地上部隊を掩護した。一方で、飛行場に対する枢軸国軍の爆撃が複数回行われた。
戦後は再び民間の手に渡り、運営がなされた。航空機開発も行われ、1961年8月にはビーグル・エアクラフト社が開発した新型機ビーグル B.206 バセットがこの空港で初飛行をした。また1984年にはターミナル・ビルが第二*級イギリス指定建造物に指定されている。
2006年、累積する債務によって経営状態が悪化し、地元当局から民間企業へ150年の租借契約が結ばれた。この契約は、近隣の民間航空需要を取り込みたいという狙いがあった。また2007年7月には、戦前に建てられた格納庫も第二級指定建造物となった。2014年にはブライトン・シティ空港株式会社が設立され、同社が空港の所有権と運営権を獲得した。一度はショアハム空港への改名も検討されたが結局は撤回され、現名称のままとなった。

## 施設
第2*級イギリス指定建造物に指定されたターミナル・ビルが1つある。ビル内にはレストランや民間航空会社の事務所が設けられており、飛行訓練施設も設置されている。

## 航空ショー
ブライトン・シティ空港では、王立空軍協会が主催するショアハム航空ショーを25年近く開催している。2015年8月には同航空ショーに参加した戦闘機が墜落する事故（ショアハム航空ショー墜落事故）が発生し、11人が死亡、16名が負傷した。

## 空港へのアクセス
ウェスト・コーストウェイ線のショアハム＝バイ＝シー駅から1マイルの位置にある。また空港のすぐ隣を国道A27号線が通っている。

## 映画のロケ地として
文化財に指定されているターミナル・ビルを持つブライトン・シティ空港は、多くの映画やテレビドラマのロケ地として利用されてきた。
- ザ・クラウン[9][10] - Netflix
- 名探偵ポワロ[11] - ITV
- ダ・ヴィンチ・コード - ソニー・ピクチャーズ
- 黄金のアデーレ 名画の帰還 - BBCフィルムズ